# Giancarlo Amadeo
Giancarlo Amadeo (Busto Arsizio, 1º febbraio 1934 – Busto Arsizio, 22 giugno 2021) è stato un calciatore e allenatore di calcio italiano, di ruolo terzino.

## Carriera
Dopo aver militato in prestito per una stagione nell'Empoli, ha disputato 7 partite in Serie A (stagione 1955-1956) e 176 in Serie B, tutte con la maglia del Pro Patria, di cui è attualmente il sesto giocatore con più presenze ed a cui è rimasto legato al punto di partecipare ai festeggiamenti del 90º anniversario di fondazione della squadra. Ha chiuso la carriera giocando due stagioni a Legnano e una nel Vigevano quale giocatore-allenatore.
Come allenatore ha guidato Arona, Melzo, Borgomanero, Borgosesia, Parabiago, Trecate, Mezzomerico, Oleggio, Verbano Calcio, Grignasco, ottenendo cinque promozioni.

## Palmarès

### Club

#### Competizioni nazionali
- Serie C: 1

Pro Patria: 1959-1960